# Schaan
Schaan (Alemannisch: Schaa) is de grootste gemeente in het vorstendom Liechtenstein. De plaats ligt ongeveer in het midden van het land in het Rijndal en heeft daarnaast 2 exclaves in het zuidoosten. In de laatste jaren ontwikkelde het zich tot een internationaal centrum voor banken.
In de 4e eeuw na Christus woonden hier al mensen. De naam Schaan is Keltisch en men heeft geen idee wat het betekent.
De stad ligt op 450 meter hoogte en heeft een oppervlakte van 26,8 km². Het heeft 6027 inwoners in 2020, en is daarmee qua inwoners de grootste gemeente van Liechtenstein.
In Schaan bevindt zich het station Schaan-Vaduz, dat ook de hoofdstad Vaduz bedient. Het is een van de vier treinstations op Liechtensteins grondgebied. Het station en het spoorwegnet op Liechtensteins grondgebied is eigendom van de Oostenrijkse Spoorwegen (ÖBB).

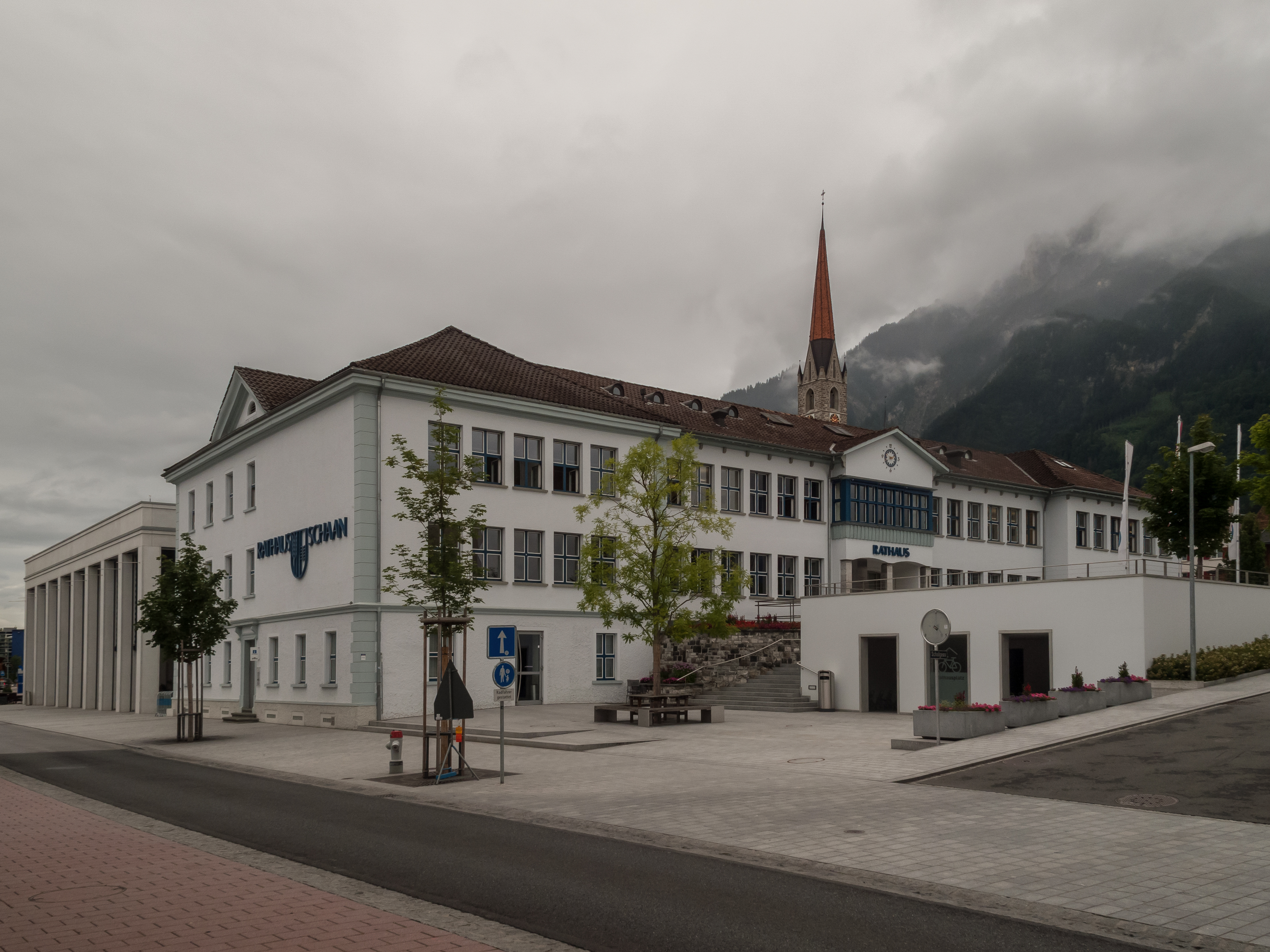
Stadhuis met kerk op de achtergrond
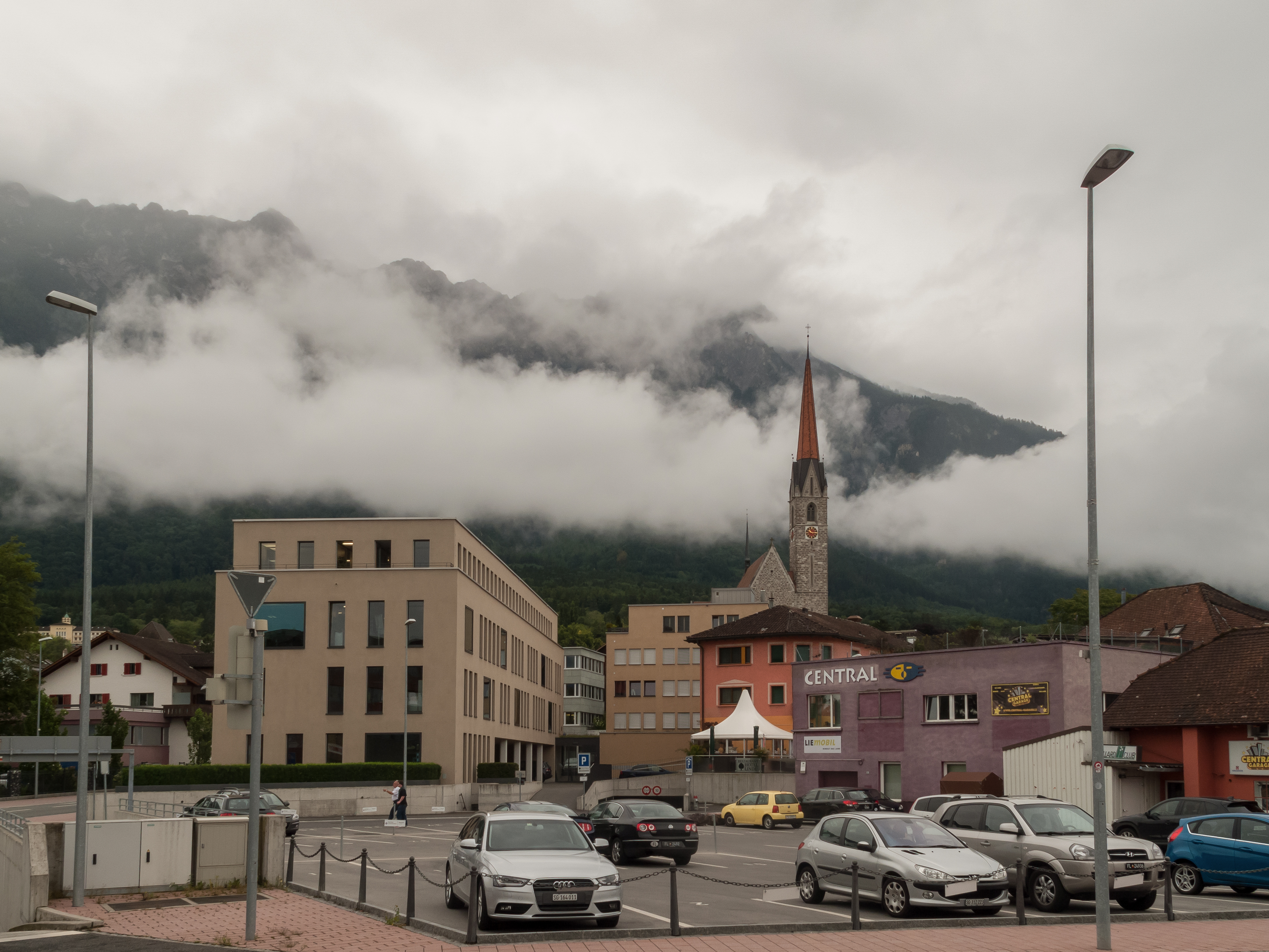
Kerk (die Pfarrkirche Sankt Laurentius) in straatzicht
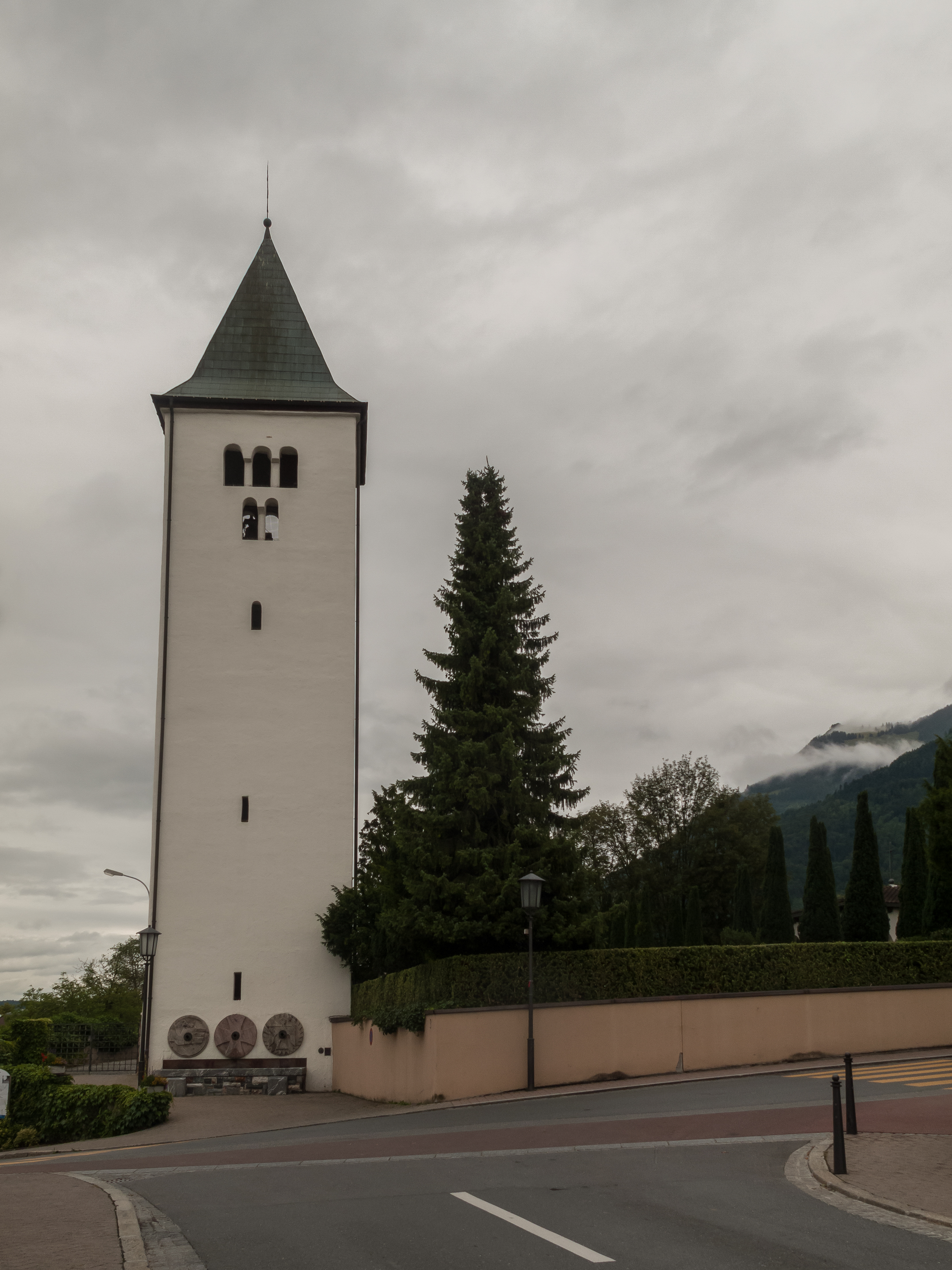
Kerk: die Alte Pfarrkirche Sankt Laurentius
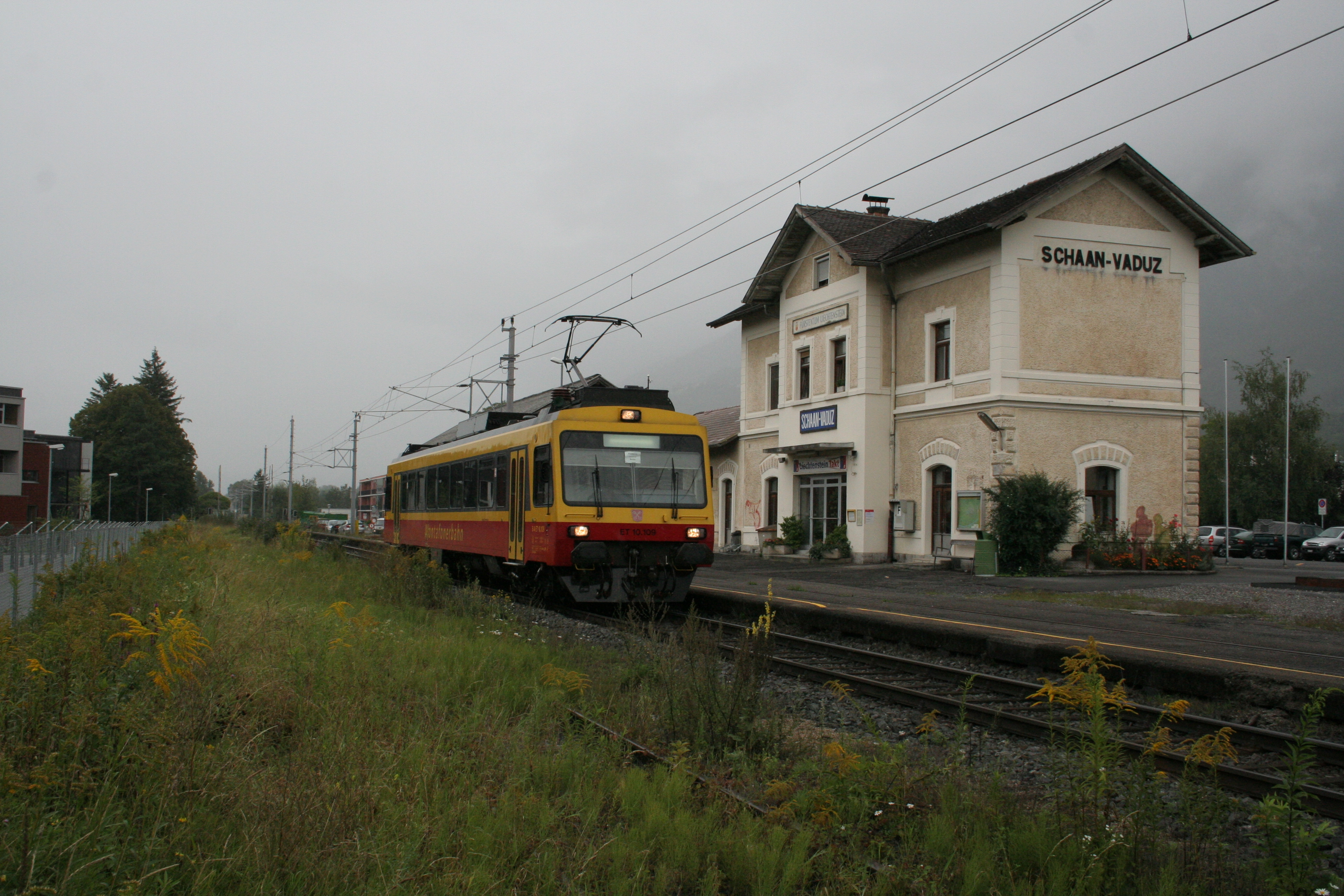
Treinstation met stoptrein

## Bezienswaardigheden
- Theater am Kirchplatz (TaK) → Theater op het kerkplein
- St. Peterskerk
- Kapel St. Maria zum Trost
- DoMuS - Museum en Galerie van de gemeente Schaan
- Liechtensteiner Brauhaus - Bierbrouwerij

## Geboren
- Roman Hermann: Liechtensteins wielrenner
- David Hasler: Liechtensteinse international en speler bij FC Basel u21